# Miami Heat 2011-2012
La stagione 2011-12 dei Miami Heat fu la 24ª nella NBA per la franchigia.
I Miami Heat vinsero la Southeast Division della Eastern Conference con un record di 46-20. Nei play-off vinsero il primo turno con i New York Knicks (4-1), la semifinale di conference con gli Indiana Pacers (4-2).
Gli Heat vinsero poi il titolo NBA, sconfiggendo in finale gli Oklahoma City Thunder.

## Risultati
- Primi nella Southeast Division.

| Squadra           | V  | P  | PCT. | GB |
| ----------------- | -- | -- | ---- | -- |
| Miami Heat        | 46 | 20 | 69,7 | -  |
| Atlanta Hawks     | 40 | 26 | 60,6 | 6  |
| Orlando Magic     | 37 | 29 | 56,1 | 9  |
| Wash. Wizards     | 20 | 46 | 30,3 | 26 |
| Charlotte Bobcats | 7  | 59 | 10,6 | 39 |

## Roster
| \| Pos. \| Num. \| Naz. \| Nome \| Altezza \| Peso \| Data nascita \| Provenienza \| \| ---- \| ---- \| ---- \| ----------------- \| ------- \| ------ \| ------------ \| --------------------------------------- \| \| C \| 50 \| \| Anthony, Joel \| 206 cm \| 111 kg \| 09-08-1982 \| UNLV \| \| A \| 31 \| \| Battier, Shane \| 203 cm \| 100 kg \| 09-09-1978 \| Duke \| \| A/C \| 1 \| \| Bosh, Chris \| 208 cm \| 103 kg \| 24-03-1984 \| Georgia Tech \| \| G \| 15 \| \| Chalmers, Mario \| 185 cm \| 86 kg \| 19-05-1986 \| Kansas \| \| G \| 30 \| \| Cole, Norris \| 188 cm \| 77 kg \| 13-10-1988 \| Cleveland State \| \| A \| 34 \| \| Curry, Eddy \| 213 cm \| 134 kg \| 05-12-1982 \| Thornwood High School (Illinois) \| \| C \| 32 \| \| Gladness, Mickell \| 211 cm \| 100 kg \| 26-07-1986 \| AAMU Bulldogs \| \| G \| 14 \| \| Harris, Terrel \| 195 cm \| 86 kg \| 10-08-1987 \| Oklahoma State \| \| A \| 40 \| \| Haslem, Udonis \| 203 cm \| 104 kg \| 09-06-1980 \| Florida \| \| A \| 5 \| \| Howard, Juwan \| 206 cm \| 109 kg \| 07-02-1973 \| Michigan \| \| A \| 6 \| \| James, LeBron \| 203 cm \| 109 kg \| 30-12-1984 \| St. Vincent St. Mary High School (Ohio) \| \| A \| 22 \| \| Jones, James \| 203 cm \| 102 kg \| 04-10-1980 \| Miami (FL) \| \| A \| 13 \| \| Miller, Mike \| 203 cm \| 99 kg \| 19-02-1980 \| Florida \| \| C \| 45 \| \| Pittman, Dexter \| 211 cm \| 140 kg \| 02-03-1988 \| Texas \| \| A \| 21 \| \| Turiaf, Ronny \| 208 cm \| 112 kg \| 13-01-1983 \| Gonzaga \| \| G \| 3 \| \| Wade, Dwyane \| 193 cm \| 96 kg \| 17-01-1982 \| Marquette \| | Allenatore - Erik Spoelstra Assistente/i - Bob McAdoo (Vice-allenatore) - Keith Askins (Vice-allenatore) - Ron Rothstein (Vice-allenatore) - David Fizdale (Vice-allenatore) - Chad Kammerer (Vice-allenatore) - Octavio De La Grana (Vice-allenatore/scout) - Bill Foran (Preparatore fisico) - Jay Sabol (Preparatore atletico) - Rey Jaffet (Assistente preparatore) - David Parks (Assistente preparatore) Legenda - (C) Capitano - (FA) Free agent - (S) Sospeso - (TW) Contratto Two-way - (GL) Assegnato a squadra G League affiliata - Infortunato Roster • Transazioni · Ultima transazione: 30 giugno 2012 |                        |                   |         |        |              |                                         |
| Pos. | Num. | Naz.                   | Nome              | Altezza | Peso   | Data nascita | Provenienza                             |
| C | 50 | Canada (bandiera)      | Anthony, Joel     | 206 cm  | 111 kg | 09-08-1982   | UNLV                                    |
| A | 31 | Stati Uniti (bandiera) | Battier, Shane    | 203 cm  | 100 kg | 09-09-1978   | Duke                                    |
| A/C | 1 | Stati Uniti (bandiera) | Bosh, Chris       | 208 cm  | 103 kg | 24-03-1984   | Georgia Tech                            |
| G | 15 | Stati Uniti (bandiera) | Chalmers, Mario   | 185 cm  | 86 kg  | 19-05-1986   | Kansas                                  |
| G | 30 | Stati Uniti (bandiera) | Cole, Norris      | 188 cm  | 77 kg  | 13-10-1988   | Cleveland State                         |
| A | 34 | Stati Uniti (bandiera) | Curry, Eddy       | 213 cm  | 134 kg | 05-12-1982   | Thornwood High School (Illinois)        |
| C | 32 | Stati Uniti (bandiera) | Gladness, Mickell | 211 cm  | 100 kg | 26-07-1986   | AAMU Bulldogs                           |
| G | 14 | Stati Uniti (bandiera) | Harris, Terrel    | 195 cm  | 86 kg  | 10-08-1987   | Oklahoma State                          |
| A | 40 | Stati Uniti (bandiera) | Haslem, Udonis    | 203 cm  | 104 kg | 09-06-1980   | Florida                                 |
| A | 5 | Stati Uniti (bandiera) | Howard, Juwan     | 206 cm  | 109 kg | 07-02-1973   | Michigan                                |
| A | 6 | Stati Uniti (bandiera) | James, LeBron     | 203 cm  | 109 kg | 30-12-1984   | St. Vincent St. Mary High School (Ohio) |
| A | 22 | Stati Uniti (bandiera) | Jones, James      | 203 cm  | 102 kg | 04-10-1980   | Miami (FL)                              |
| A | 13 | Stati Uniti (bandiera) | Miller, Mike      | 203 cm  | 99 kg  | 19-02-1980   | Florida                                 |
| C | 45 | Stati Uniti (bandiera) | Pittman, Dexter   | 211 cm  | 140 kg | 02-03-1988   | Texas                                   |
| A | 21 | Francia (bandiera)     | Turiaf, Ronny     | 208 cm  | 112 kg | 13-01-1983   | Gonzaga                                 |
| G | 3 | Stati Uniti (bandiera) | Wade, Dwyane      | 193 cm  | 96 kg  | 17-01-1982   | Marquette                               |